# Sacé
Sacé ist eine französische Gemeinde mit 484 Einwohnern (Stand: 1. Januar 2022) im Département Mayenne in der Region Pays de la Loire; sie gehört zum Arrondissement Mayenne und zum Kanton Bonchamp-lès-Laval. Die Einwohner werden Sacéens genannt.

## Geographie
Sacé liegt etwa 14 Kilometer nordnordöstlich des Stadtzentrums von Laval an der Mayenne, die die Gemeinde im Nordwesten begrenzt. Umgeben wird Sacé von den Nachbargemeinden Martigné-sur-Mayenne im Norden und Osten, Châlons-du-Maine im Osten und Südosten, La Chapelle-Anthenaise im Südosten, Louverné im Süden, Saint-Jean-sur-Mayenne im Südwesten, Montflours im Südwesten und Westen sowie Andouillé im Westen und Nordwesten.

## Bevölkerungsentwicklung
| Jahr                       | 1962 | 1968 | 1975 | 1982 | 1990 | 1999 | 2006 | 2019 |
| Einwohner                  | 320  | 274  | 251  | 239  | 318  | 320  | 414  | 500  |
| Quellen: Cassini und INSEE |      |      |      |      |      |      |      |      |

## Sehenswürdigkeiten
- Kirche Saint-Hippolyte aus dem 19. Jahrhundert
- Schloss La Juvaudière aus dem  19. Jahrhundert
- Schloss Le Fresne mit Kapelle Saint-Roch
- Benediktinerpriorat aus dem 13. Jahrhundert, Gebäude aus dem 16. Jahrhundert

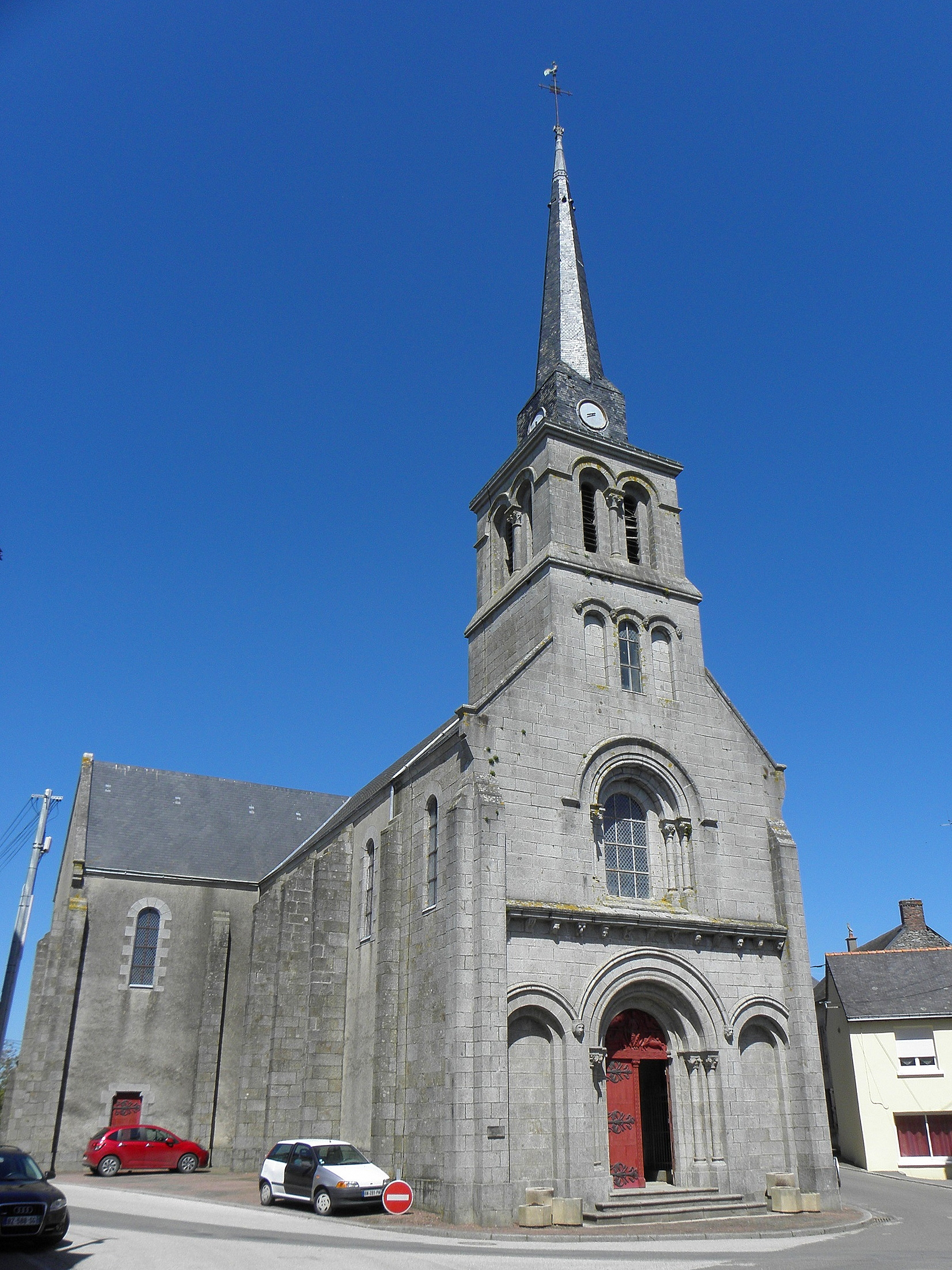
Kirche Saint-Hippolyte